# Marinerprogrammet

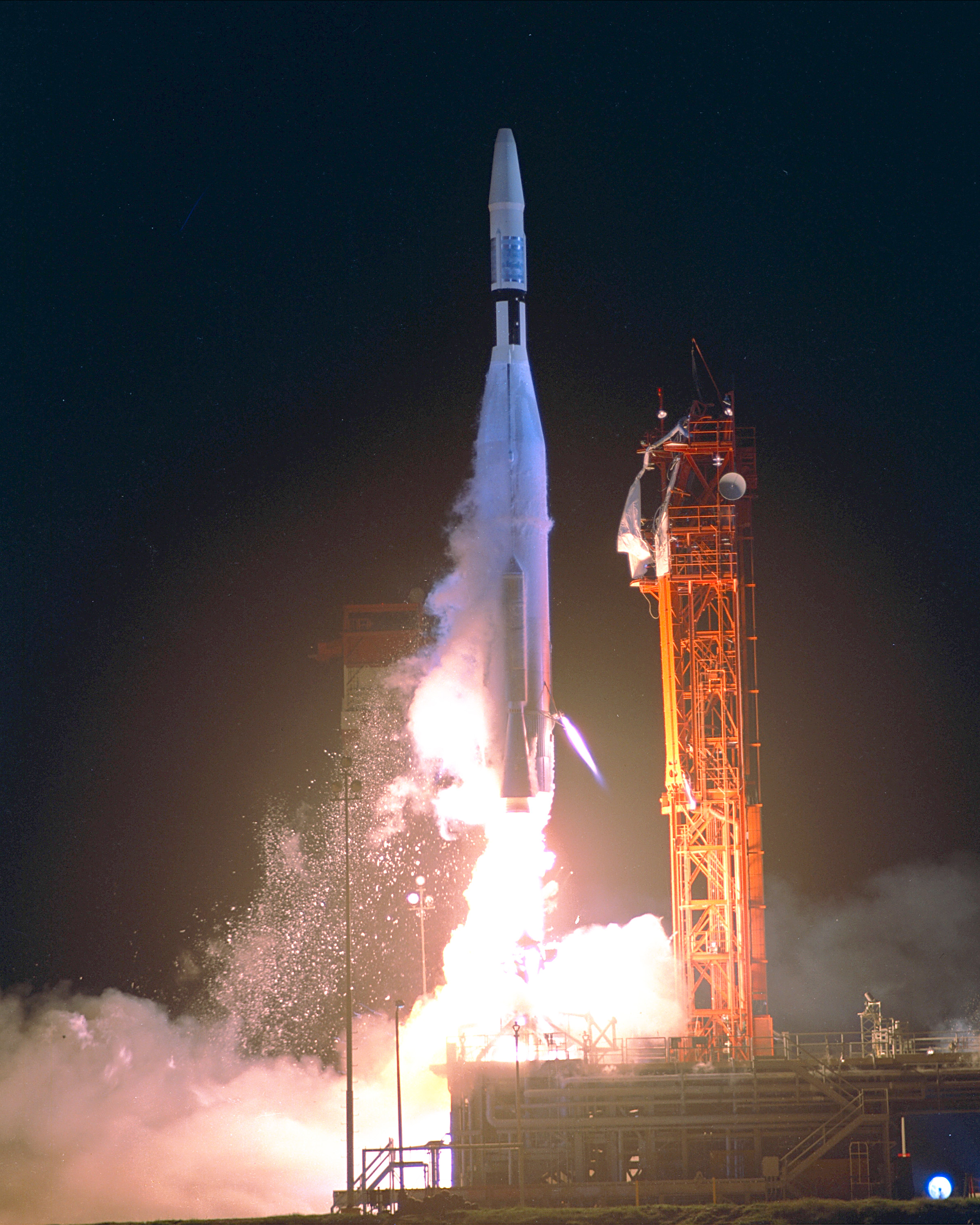
Uppskjutningen av Mariner 1 (Nasa).

Marinerprogrammet var en serie av den amerikanska rymdflygsstyrelsen NASA byggda interplanetariska rymdsonder uppsända mellan 1962 och 1973. Två sonder sändes till Venus, fyra till Mars och en till Venus och Merkurius; tre misslyckades. Mariner 2 gjorde 1962 den första lyckade närpassagen av Venus och mätte temperatur, atmosfärtryck, magnetfält och strålning. Mariner 4 gjorde under den första lyckade marspassagen 1965 liknande mätningar samt sände bilder från marsytan. Fler atmosfärdata från Venus gav Mariner 5, 1967. Både Mariner 6 och 7 passerade Mars 1969 och sände data och bilder. Första farkost i kretslopp runt en annan planet blev 1971 Mariner 9, som sände bilder och data från Mars och dess månar. Mariner 10 sände 1974 de första TV-bilderna av Venus, vars gravitation hjälpte sonden att böja av mot huvudmålet Merkurius, som studerades under tre passager 1974-75.
Dessa sonder byggdes alltid i par i fall någon av dem inte skulle fungera.
Programmet skulle ha bestått av 12 sonder, men de två sista döptes om till Voyager 1 och 2.

## Sonderna
- Mariner 1 - Ämnad för Venus, förstördes kort efter avlyft.
- Mariner 2 - Ämnad för Venus, blev den första rymdsonden att passera en främmande planet.
- Mariner 3 - Ämnad för Mars, kunde inte lösgöra sig från lyftfarkosten.
- Mariner 4 - Ämnad för Mars, blev den första rymdsonden att passera Mars.
- Mariner 5 - Ämnad för Venus.
- Mariner 6 - Ämnad för Mars.
- Mariner 7 - Ämnad för Mars.
- Mariner 8 - Ämnad för Mars, förstördes vid avlyft.
- Mariner 9 - Ämnad för Mars, blev den första konstgjorda satelliten i omloppsbana runt Mars.
- Mariner 10 - Ämnad för Venus och Merkurius, och blev den första satelliten att ta närbilder av de båda planeternas ytor.